# August Wildam
August Wildam (* 22. August 1898 in Wien-Währing; † 3. Oktober 1975 in Wien-Floridsdorf) war ein österreichischer Hockey- und Tischtennisspieler.

## Sportlicher Werdegang
August Wildam war vornehmlich Hockeyspieler. Er gehörte dem Wiener Cottage-Eislaufverein an und nahm an den Olympischen Sommerspielen 1928 teil. Er war jahrelang Kapitän der österreichischen Nationalmannschaft und kam auf 30 internationale Einsätze, weshalb ihm 1933 die Goldene Ehrennadel des Hockeyverbandes verliehen wurde. Auch arbeitete er im Vorstand des Hockeyverbandes mit.
Gelegentlich war August Wildam auch im Tischtennis aktiv. Hier wurde er 1924 österreichischer Meister im Einzel. Er beherrschte danach die Wiener Tischtennis-Szene über etliche Jahre.

## Lebensdaten
August Leopold Wildam wurde am 22. August 1898 im Wiener Gemeindebezirk Währing geboren. Um 1923 heiratete er die österreichische Tischtennisspielerin Gertrude Massarek, die Ende der 1930er Jahre vermutlich wegen ihrer jüdischen Herkunft nach England emigrierte. Die Ehe wurde vorher geschieden. Im Juli 1943 heiratete August Wildam ein weiteres Mal. Er starb am 3. Oktober 1975 im Wiener Bezirk Floridsdorf.